# Джеймс Чадуик
Сър Джеймс Чадуик (на английски: James Chadwick) е английски физик, носител на Нобелова награда за физика за 1935 година.

## Биография
Роден е на 20 октомври 1891 година в Болингтън, Великобритания. Завършва Манчестърския и Кеймбриджкия университети. От 1923 г. преподава в Кеймбриджкия университет, по-късно е заместник-директор на Кавендишката лаборатория. През 1927 г. сър Чадуик е избран за член на Лондонското кралско дружество.
През 1935 – 1948 г. е преподавател в Ливърпулския университет. От 1948 г. е директор на колежа Гонвил и Киз при Кеймбриджкия университет.
Научните трудове и изследвания на Джеймс Чадуик са в областта на физиката на атомното ядро. През 1920 г. той експериментално потвърждава равенството между заряда на ядрото и поредния номер на химичния елемент. Изследва изкуственото преобразуване на химичните елементи под действието на алфа-частици. Голяма заслуга на Чадуик е откриването на неутрона при облъчване на берилиева мишена с поток от алфа-частици през 1932 г. Чадуик получава Нобелова награда за физика през 1935 г.
През 1943 – 1945 г. Чадуик ръководи групата английски учени, която работи в лабораторията в Лос Аламос (САЩ) над проекта за атомна бомба (проект Манхатън).
Чадуик е удостоен с благородническа титла през 1945 г. Умира на 24 юли 1974 г. в Кеймбридж.